# 기술 전략
기술 전략(Technology strategy, 정보 기술 전략 또는 IT 전략)은 특정 조직 내에서 기술 사용과 관련된 목표, 원칙 및 전술로 구성된 전체 계획이다. 이러한 전략은 주로 기술 자체에 초점을 맞추고 경우에 따라 해당 기술을 직접 관리하는 사람에게 초점을 맞춘다. 전략은 기술 결정에 대한 조직의 행동에서 암시될 수 있으며 문서에 기록될 수 있다. 전략에는 IT 자원의 획득, 할당, 관리를 안내하는 공식적인 비전이 포함되어 있어 조직의 목표를 달성하는 데 도움이 된다.
다른 세대의 기술 관련 전략은 주로 다음 사항에 중점을 둔다. 기술에 대한 회사 지출의 효율성; 예를 들어 조직의 고객 및 직원과 같은 사람들이 조직의 가치를 창출하는 방식으로 기술을 활용하는 방법 기술 관련 결정을 회사의 전략 및 운영 계획과 완전히 통합하여 조직이 별도의 '기술 전략'을 필요로 하지 않거나 보유하지 않는다는 사실상의 전략 원칙 외에는 별도의 기술 전략이 존재하지 않도록 한다.
기술 전략은 전통적으로 조직의 전반적인 기업 전략과 각 비즈니스 전략의 일부로 기술을 활용하는 방법을 설명하는 문서로 표현되었다. IT의 경우 일반적으로 비즈니스와 IT의 대표자 그룹이 전략을 수립한다. 정보 기술 전략은 조직의 최고기술책임자(CTO)나 이에 상응하는 사람이 주도하는 경우가 많다. 책임은 다른 종류의 기술에 대한 조직의 전략에 따라 다르다. 많은 기업이 매년 전반적인 비즈니스 계획을 작성하지만 기술 전략은 향후 3~5년 간의 개발을 다룰 수도 있다.
미국은 국가의 경쟁력을 회복하기 위해 기술 전략을 실행할 필요성을 확인했다. 1983년 미국 국방정보국 프로그램인 프로젝트 소크라테스(Project Socrates)는 국가 기술 전략 정책을 개발하기 위해 수립되었다.

## 같이 보기
- 경영전략론
- 전략